# Rio Parimé
O rio Parimé é um rio brasileiro ao nordeste do estado de Roraima. Seu curso faz a divisa dos municípios de Amajari e Pacaraima, tendo como foz o rio Uraricoera.
É cruzado pela BR-174, ligando Boa Vista à Venezuela e Pacaraima.